# Binh nhì Ivan Brovkin
Binh nhì Ivan Brovkin (tiếng Nga: Солдат Иван Бровкин) là một phim hài của đạo diễn Ivan Lukinsky, do Giorgi Mdivani viết kịch bản, ra mắt lần đầu năm 1955.

## Ê-kíp
- Giám đốc sản xuất: V.Berenshtein
- Âm nhạc: Grigory Gamburg
- Thiết kế sản xuất: Lyudmila Blatova
- Phục trang: I.Zakharova

## Sự kiện thú vị
Съёмка службы в армии производилась на территории Чернышевских казарм в Москве, располагающихся между улицами Большая Серпуховская и Подольским шоссе, ныне надстроенных вверх еще на 2 этажа.